# Palatigum trichostoma
Palatigum trichostoma is een krabbensoort uit de familie van de Xanthidae. De wetenschappelijke naam van de soort is voor het eerst geldig gepubliceerd in 1997 door Davie.